# Ясуда (род)

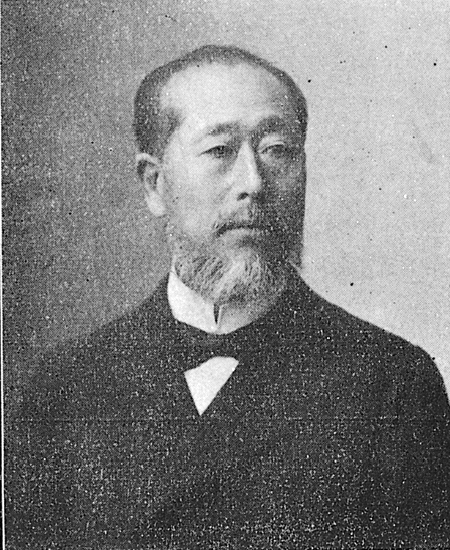
Ясуда Дзэндзиро (1838—1921)

Род Ясуда (яп. 安田氏) — японский самурайский род периодов Сэнгоку и Эдо.

## История
В период Сэнгоку клан Ясуда отвечал за сбор пошлин на торговлю тканями.
В современной истории род Ясуда известен как «финансовый клан» из-за своего успеха в банковском деле.

## Известные представители
- Ясуда Дзэндзиро (1838—1921), японский предприниматель, основатель конгломерата Дзайбацу
- Ясуда Хаджимэ (1907—1991), глава конгломерата Дзайбацу[4].